# 146 î.Hr.

## Evenimente
- Se termină Bătălia de la Cartagina (c. 149 î.Hr.) și totodată Războaiele punice.